# Tatjana Tarasowa
Tatjana Anatoljewna Tarasowa, ros. Татьяна Анатольевна Тарасова (ur. 13 lutego 1947 w Moskwie) – rosyjska trenerka łyżwiarstwa figurowego od 1967 roku, doradczyni rosyjskiej reprezentacji narodowej w łyżwiarstwie figurowym, choreografka, komentatorka łyżwiarstwa figurowego, a wcześniej radziecka łyżwiarka figurowa startująca w parach sportowych z Gieorgijem Proskurinem. Mistrzyni zimowej uniwersjady (1966), wicemistrzyni (1965) i brązowa medalistka mistrzostw Związku Radzieckiego (1964).
W 2022 roku Tarasowa oficjalnie wsparła Putina i szerząc rosyjską propagandę m.in. zaatakowała słownie Polaków nazywając ich „śmieciami i faszystami”.

## Życiorys

### Początki
Tatjana Tarasowa urodziła się w Moskwie w rodzinie wybitnego radzieckiego trenera hokeja na lodzie Anatolija Tarasowa (1918–1995) i Niny, nauczycielki wychowania fizycznego. Była surowo wychowywana przez ojca, który jako pierwszy zaprowadził 5-letnią Tatjanę na lodowisko. Stwierdził, że „skoro urodziła się dziewczynką, niech przynajmniej nauczy się jeździć na łyżwach”. Jak stwierdziła później Tarasowa „moim zdaniem tata długo nie mógł zrozumieć, że ma dwie córki, a nie dwóch synów”. Tatjana uczyła się jazdy na łyżwach razem z Ludmiłą Pachomową, późniejszą mistrzynią olimpijską 1976 i 6-krotną mistrzynią świata w parach tanecznych. Trenowały na Stadionie Młodych Pionierów w Moskwie. Tatjana była uważana za średnią łyżwiarkę, ale wspaniałą artystkę. Marzyła o studiach z choreografii na Rosyjskim Uniwersytecie Sztuki Teatralnej, ale za namową ojca uczęszczała do Instytutu Wychowania Fizycznego (1964–1969). 

### Kariera sportowa
Jej kariera sportowa była krótka. Startowała w konkurencji par sportowych z Gieorgijem Proskurinem. W 1964 roku Tarasowa i Proskurin zdobyli brązowy, a rok później srebrny medal mistrzostw Związku Radzieckiego. W sezonie 1964/1965 zajęli 6. miejsce na mistrzostwach Europy i 7. miejsce na mistrzostwach świata. W sezonie 1965/1966 zdobyli złoty medal zimowej uniwersjady 1966 w Sestiere oraz zajęli 4. miejsce na mistrzostwach Europy. W 1967 roku Tarasowa doznała kontuzji i w wieku 19 lat była zmuszona zakończyć karierę sportową. 

### Kariera trenerska
Tarasowa nie chciała rezygnować z łyżwiarstwa, dlatego jeszcze w tym samym roku zaczęła angażować się w programy szkoleniowe i oficjalnie została trenerką. W jej pierwszej grupie szkoleniowej znaleźli się:
- Jelena Żarkowa / Giennadij Karponosow,
- Tatjana Wojtiuk / Wiaczesław Żygalin,
- Siergiej Wołguszew,
- Irina Moisiejewa / Andriej Minienkow.

Pomimo braku uznania ze strony ojca Tatjana szybko zaczęła odnosić sukcesy. W wieku 25 lat została honorową trenerką RFSRR, a trzy lata później, w wieku 28 lat została najmłodszą honorową trenerką ZSRR. Jej styl szkoleniowy od początku odbiegał od kanonów radzieckiego łyżwiarstwa figurowego. Tarasowa stawiała na ryzykowne programy podkreślające osobowości jej uczniów, ale wymagała od nich dużego zaufania. Pomimo dużych sukcesów kilkakrotnie przerywała karierę trenerską, gdyż jej uczniowie przenosili się do innych trenerów. Jednak zawsze wracała do sportu, najczęściej, gdy prosili ją o to „mistrzowie – źle zrozumiani lub odrzuceni”, którzy chcieli wrócić na szczyt m.in.:
- Irina Rodnina / Aleksandr Zajcew (w 1972 roku, gdy mistrzyni olimpijska pomimo osiągania sukcesów z Ułanowem zaczęła jeździć z nowym partnerem),
- Marina Klimowa / Siergiej Ponomarienko (w 1991 roku, gdy cztery miesiące przed igrzyskami para opuściła wieloletnią trenerkę Natalję Dubową[7]),
- Ilja Kulik (w 1996 roku),
- Pasza Griszczuk / Jewgienij Płatow (w 1997 roku, gdy po wielu latach odeszli od Natalji Liniczuk)[4].

W latach 80. XX r. Tarasowa, wspólnie z Jeleną Czajkowską, prowadziła teatr lodowy All Stars w którym występowali słynni łyżwiarze figurowi. Tarasowa pełniła tam rolę reżysera, choreografa i trenera. Przez 14 lat istnienia rewii, była ona prezentowana m.in. w Londynie, Waszyngtonie, Melbourne i oprócz serii Rosjanie na Broadwayu zawierała interpretację klasycznych przedstawień baletowych m.in. Upiora w operze, West Side Story. 
Przez długi czas Tarasowa pracowała zarówno w Rosji jak i w Stanach Zjednoczonych. Pierwszą połowę sezonu, od września do grudnia jej uczniowie trenowali w International Skating Center w Simsbury, a przez resztę roku w Moskwie. W jej sztabie szkoleniowym pracował Nikołaj Morozow. Później jej asystentką była Jeanetta Folle.
W 2005 roku Tarasowa została powołana na trenera-konsultanta Rosyjskiej Federacji Łyżwiarstwa Figurowego. Ponadto została przewodniczącą jury wielu programów telewizyjnych o tematyce łyżwiarskiej: Stars on Ice (2006), Ice Age (2007–2009, 2012–2014), Ice and Fire (2010–2011).
Według źródeł jej uczniowie zdobyli 41 złotych medali na mistrzostwach Świata i Europy, w tym 8 złotych medali olimpijskich. Do jej uczniów należeli (największe sukcesy podczas trenowania przez Tarasową) m.in.:
- Mao Asada (Japonia, w latach 2008–2010: wicemistrzostwo olimpijskie 2010, mistrzostwo świata 2010)[10][11],
- Shizuka Arakawa (Japonia, w latach 2003–2006: mistrzostwo olimpijskie 2006, mistrzostwo świata 2004)[12][13],
- Aleksiej Jagudin (Rosja, w latach 1998–2003: mistrzostwo olimpijskie 2002, 3x mistrzostwo świata, 2x mistrzostwo Europy),
- Ilja Kulik (Rosja, w latach 1996–1998: mistrzostwo olimpijskie 1998),
- Natalja Biestiemjanowa / Andriej Bukin (ZSRR, mistrzostwo olimpijskie 1988, wicemistrzostwo olimpijskie 1984, 4x mistrzostwo świata, 5x mistrzostwo Europy),
- Pasza Griszczuk / Jewgienij Płatow (Rosja, w latach 1997–1998: mistrzostwo olimpijskie 1998, mistrzostwo Europy),
- Marina Klimowa / Siergiej Ponomarienko (WNP, w 1991–1992: mistrzostwo olimpijskie 1992, mistrzostwo świata, mistrzostwo Europy),
- Irina Rodnina / Aleksandr Zajcew (ZSRR, w latach 1972–1980: 2x mistrzostwo olimpijskie 1976, 1980; 6x mistrzostwo świata; 7x mistrzostwo Europy).

## Osiągnięcia
Z Gieorgijem Proskurinem
| Zawody             | 63–64          | 64–65          | 65–66          |                |                |                |                |                |                |                |                |                |                |                |                |                |                |
| Międzynarodowe     | Międzynarodowe | Międzynarodowe | Międzynarodowe | Międzynarodowe | Międzynarodowe | Międzynarodowe | Międzynarodowe | Międzynarodowe | Międzynarodowe | Międzynarodowe | Międzynarodowe | Międzynarodowe | Międzynarodowe | Międzynarodowe | Międzynarodowe | Międzynarodowe | Międzynarodowe |
| ------------------ | -------------- | -------------- | -------------- | -------------- | -------------- | -------------- | -------------- | -------------- | -------------- | -------------- | -------------- | -------------- | -------------- | -------------- | -------------- | -------------- | -------------- |
| Mistrzostwa świata |                | 7              |                |                |                |                |                |                |                |                |                |                |                |                |                |                |                |
| Mistrzostwa Europy |                | 6              | 4              |                |                |                |                |                |                |                |                |                |                |                |                |                |                |
| Zimowa uniwersjada |                |                | 1              |                |                |                |                |                |                |                |                |                |                |                |                |                |                |
| Krajowe            |                |                |                |                |                |                |                |                |                |                |                |                |                |                |                |                |                |
| Mistrzostwa ZSRR   | 3              | 2              |                |                |                |                |                |                |                |                |                |                |                |                |                |                |                |

## Nagrody i odznaczenia
- Order „Za zasługi dla Ojczyzny” klasy IV – 13 lutego 2017[1]
- Światowa Galeria Sławy Łyżwiarstwa Figurowego – 2008[14]
- Nagroda „Rosjanin Roku” za „stworzenie unikalnej rosyjskiej szkoły łyżwiarstwa figurowego, która stała się standardem jakości, stylu i sukcesu w sporcie światowym” – 2007[4][1]
- Order „Za zasługi dla Ojczyzny” klasy III – 27 lutego 1998[1]
- Order Przyjaźni Narodów – 1984[1]
- Order Czerwonego Sztandaru Pracy – 1980, 1988[1]
- Order Honoru – 1976, 2007[1]
- Honorowy trener ZSRR – 1975[1]
- Honorowy trener RFSRR – 1972[1]

oraz
- Honorowy Artysta Federacji Rosyjskiej
- Mistrz sportu ZSRR klasy międzynarodowej